# Aralkum
L'Aralkum (mot composé d'Aral (russe : Ара́л) et du turc kum (кум), sable) est un nouveau désert, qui s'est formé là où la mer d'Aral a été asséchée. Ce désert de sable et de sel s'étend sur le Kazakhstan et sur l'Ouzbékistan, au Nord-Ouest des déserts du Karakoum et du Kyzylkoum. Le désert est aussi appelé Akkoum (russe : Аккум) (Désert blanc).
L'équilibre des flux d'eau de la Mer d'Aral a été rompu en raison de grands projets d'irrigation menés du temps de l'URSS. Après la construction du barrage de Kokaral en 2005, la petite mer d'Aral a été restaurée, mais la grande Aral reste à sec, ce qui accroit la superficie d'Aralkum.

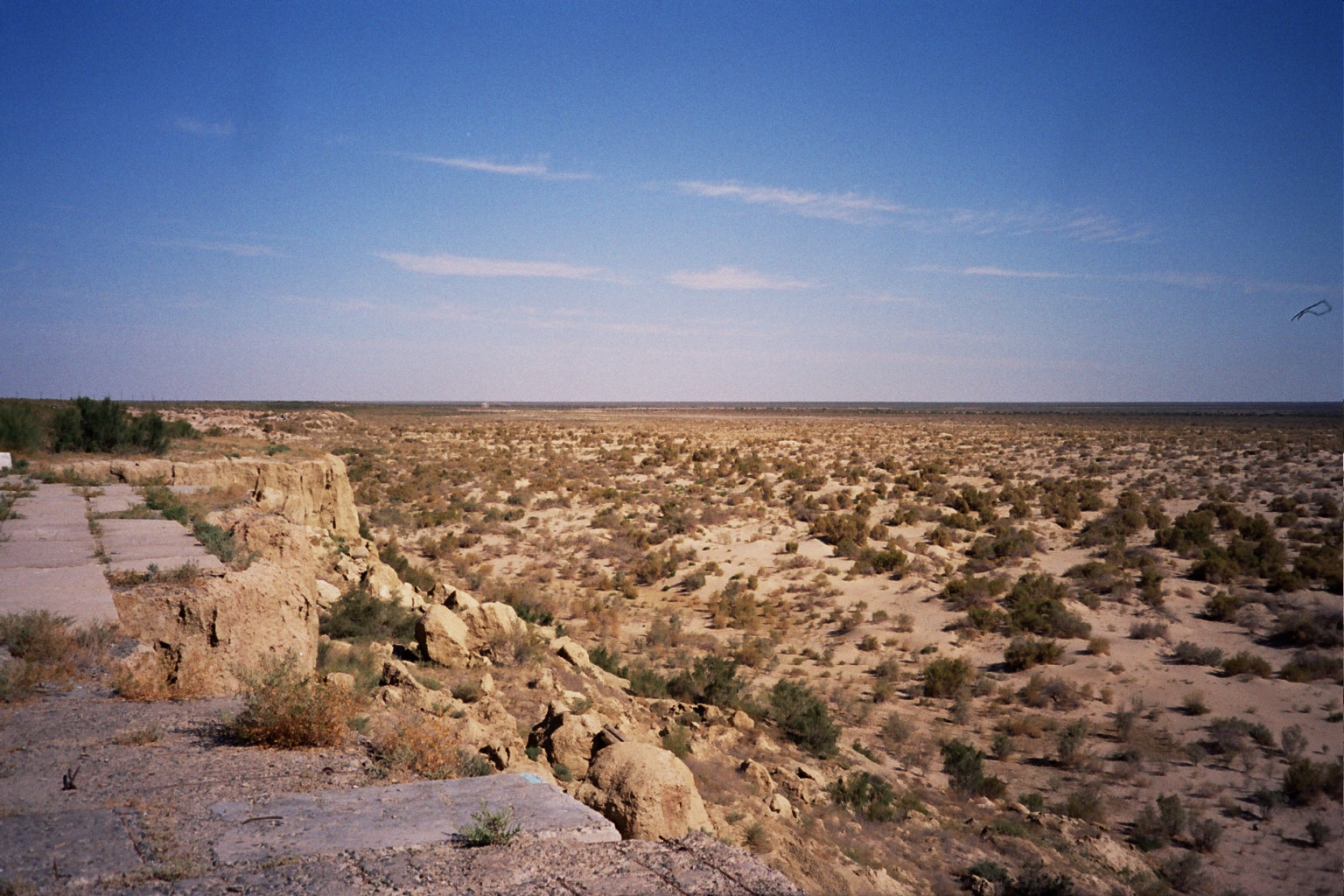
L'ancien lit de la mer d'Aral en Ouzbékistan en 2004.

À la suite de la désertification, la biodiversité de la région a chuté à 200 espèces de plantes et d'animaux. La flore poussant actuellement sur le lit desséché de la mer a commencé à se développer à partir de 1960. Elle compte 34 familles de plantes, de 134 genres et de 300 variétés. Les représentants les plus répandus sont : le Salicornia europaea, le Suaeda crassifolia, le Tripolium vulgare dans les sols limoneux, ainsi que le Suaeda acuminata et l'Atriplex fominii dans les sols sableux.
L'Aralkum occupe plus de 38 mille kilomètres carrés (soit une superficie quasi équivalente à celle de la Suisse), et constitue une source importante de vents. Les tempêtes de sable entraînent environ 100 millions de tonnes de sol et de sable toxiques par an. Ces fines poussières, prises à partir de l'ancien lit, contiennent des engrais minéraux et des pesticides toxiques, issus du lessivage des anciens champs cultivés. Le désert est balayé par de puissants vents d'Ouest en Est, qui emportent rapidement les particules au-delà de l'Asie Centrale. Des substances toxiques d'Aralkum ont été retrouvées dans le sang de manchots en Antarctique, et des poussières originaire d'Aral ont été observées dans les glaciers du Groenland et dans les bois et les champs de Biélorussie.

## Liens
- (ru) V. Rakhmanov : le désert le plus récent du monde : Aralkum
- (en) Siegmar-W. Breckle Combating desertification and rehabilitation of the salt deserts in the region at the Aral Sea
- (en) « Evaporation of the Aral Sea : Feature Articles », Earth Observatory, 20 mars 2009 (consulté le 20 mai 2009)